# Levi L. Conant
Levi Leonard Conant (* 3. März 1857 in Littleton, Massachusetts; † 11. Oktober 1916 in Worcester, Massachusetts) war ein US-amerikanischer Mathematiker.

## Leben
Conant studierte Mathematik am Dartmouth College (Hanover) und erreichte dort 1879 seinen B.A. Nach Erreichen seines M.A. 1887 wechselte er an die Syracuse University (Syracuse), wo er 1893 promoviert wurde.
Noch im selben Jahr nahm Conant einen Ruf als Professor für Mathematik an die Dakota School of Mines (Rapid City) an. 1890 wechselte an die Clark University (Worcester) und bereits ein Jahr später ging er an das Worcester Polytechnic Institute.
1894 heiratete er Laura Chamberlain. Als seine Ehefrau 1911 starb, heiratete er nach dem obligaten Trauerjahr 1912 in zweiter Ehe Emma B. Fisher.
Levi L. Conant starb am 11. Oktober 1916 bei einem Verkehrsunfall. Testamentarisch überließ er der American Mathematical Society (AMS) einen Betrag von 10.000 Dollar, der 1976 – nach dem Tod von Conants zweiter Ehefrau – ausbezahlt wurde. Mit diesem Erbe lobt die AMS seit 2000 den Levi-L.-Conant-Preis aus.

## Werke (Auswahl)
Aufsätze
- Review of the „Number Concept“. Its origin and development. In: American Anthropologist. Band 9, 1896, Heft 6, S. 216–217, ISSN 0002-7294.
- The teaching of Mathematics. In: The School Review. Band 1, 1893, Heft 4, S. 2110–2217, ISSN 0036-6773.

Monographien
- The Number Concept. Its origin and developmernt. Macmillan, New York 1923 (Nachdruck der Ausgabe New York 1896).
- Original Exercises in plane and solid geometry. American Books Publ., New York 1905.
- Plane and Spherical Trigonometry. American Books Publ., New York 1909.